# Sint-Severuskerk (Otterndorf)
De Sint-Severuskerk (Duits: Sankt-Severikirche) in Otterndorf bij de Duitse havenstad Cuxhaven is de grootste kerk van Hadelinger Land en dateert in haar oudste delen waarschijnlijk uit de 2e helft van de 12e eeuw. De langdurige welstand van de boerenstand heeft geleid tot een rijk interieur van het kerkgebouw. Dat leverde de Severuskerk samen met de Sint-Nicolaaskerk en de Sint-Jacobuskerk in de naburige dorpen Altenbruch en Lüdingworth de onofficiële titel Bauerndom op. Na de reformatie genoot de Severuskerk grote privileges. Zo was de Severuskerk vanaf 1620 een plaats waar recht kon worden gesproken over geschillen en tot 1976 was de kerk de zetel van de superintendent.

## Bouwgeschiedenis
Als bouwdatum van de Severuskerk wordt vaak een datum rond 1300 genoemd. De ouderdom van het kerkgebouw is echter slechts waarschijnlijk te bepalen. Op grond van de oude parochiegrenzen rijst een vermoeden dat er reeds een kerk in de 11e eeuw stond. Maar het eerste bewijs van een oudere kerk wordt geleverd door de omschrijving "Godefridus plebanus in Otterentorpe" in het jaar 1261. Enkele bouwkenmerken maken een datering van circa 1300 aannemelijk. Ook van het huidige gebouw zijn door de vele veranderingen weinig exacte bouwdata bekend.
Waarschijnlijk was het eerste gebouw een zaalkerk van veldstenen met een rond toren. De westelijk gelegen, ronde kerktoren uit 1100 werd in 1556 afgebroken. De opvolger van deze toren moest in 1804 wegens bouwvalligheid worden afgebroken. De Duitse dichter Johann Heinrich Voss beschreef in 1780 de toestand van toren: Auch unser krummer Kirchturm, mein Nachbar, hat nicht gerne Sturm: Sonst fällt das alte Übel noch gar auf meine Giebel. Een nieuwe toren werd in 1807 gebouwd, vooralsnog zonder spits zodat op het platform van de toren tijdelijk een optische telegraaf kon worden geïnstalleerd. De toren had bovendien de functie van watertoren. Pas in 1876 werd de toren voorzien van de tot een hoogte van 48 meter reikende spits.
In 1494 kreeg de kerk van het nabijgelegen Altenbruch een hallenkoor, de kerken van Dorum en Lüdingworth volgden in resp. 1510 en 1520. Het driedelige hallenkoor met drie traveeën van de Severuskerk werd pas na 1585 gebouwd.
Rond 1740 werd het kerkschip zo grondig gerenoveerd, dat enige bronnen van nieuwbouw spraken. Volgens huidige inzichten echter werden de muren slechts met baksteen bekleed, nadat de vensters waren vergroot. Dat inzicht wordt ondersteund door de nog aanwezige laatromaanse-vroeggotische portalen en de muurdikte van 1,25 meter.

## Inrichting

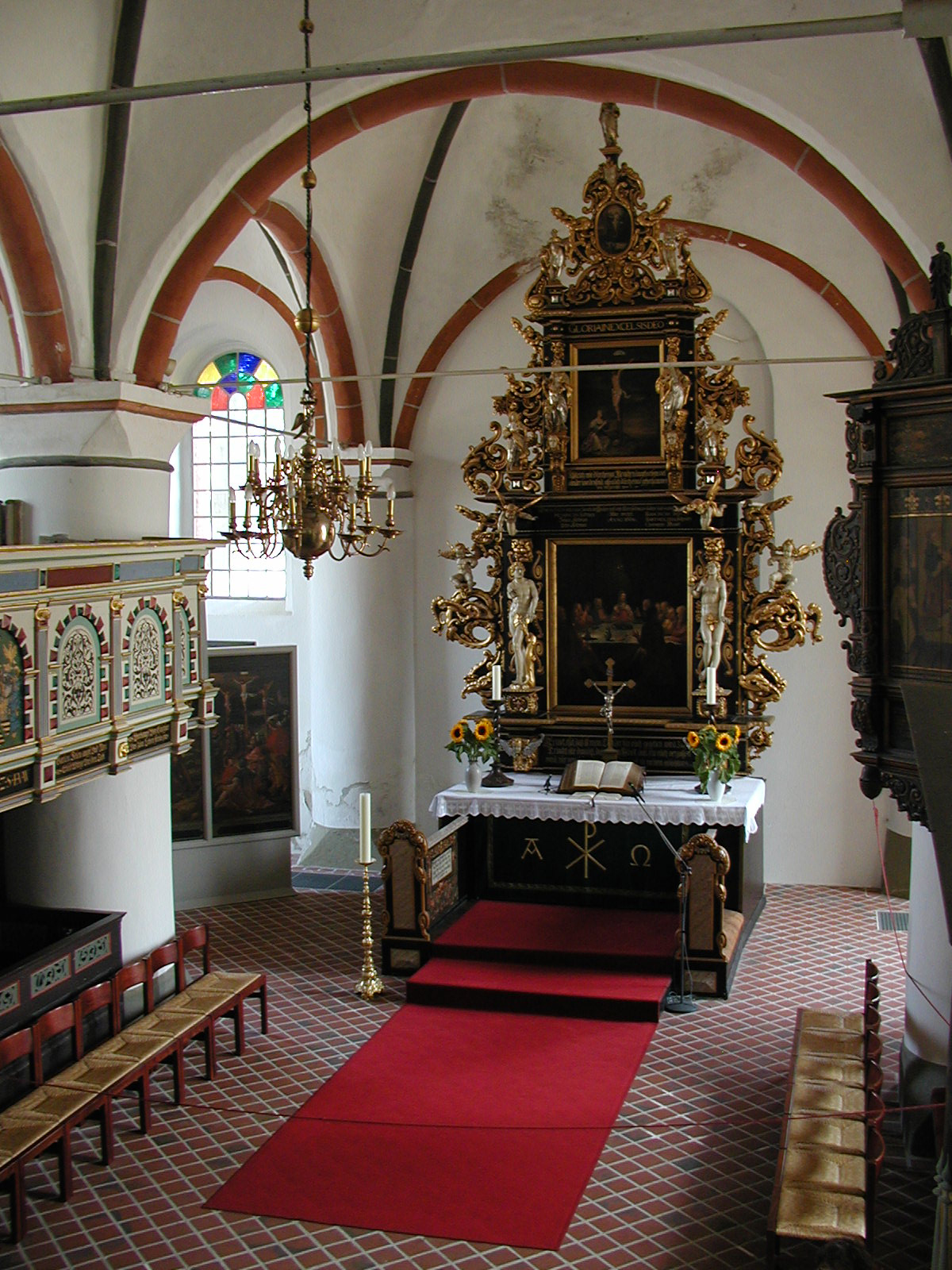
Altaar

- Uit de periode van voor de reformatie dateert de bronzen doopketel uit het midden van de 14e eeuw. De ketel, groot genoeg voor de onderdompeling, wordt gedragen door drie jongelingen.
- Het barokke hoofdaltaar met een voorstelling van het Heilig Avondmaal en de Kruisiging werd in 1664 vervaardigd. Het altaar is rijk versierd met ornamenten en putti. Niet veel voorkomend bij een altaar zijn de beelden van Adam en Eva die de voorstelling van het Heilig Avondmaal flankeren.
- Een beeld van Mozes met in zijn hand de stenen tafelen ondersteund de kanselkuip. De kansel is met een galerij verbonden en dateert van 1644. De beschldering van de kansel dateert van 1659.
- Een kast met vier deuren, beslagen met ijzeren banden en fraaie sloten, is een zeldzaam 13e-eeuws exemplaar uit de vroege gotiek. In de kast werden de kostbare zaken van de kerk bewaard.
- In de kerk hangt een oude degen. Het betreft een voorwerp dat een rol speelt in een sage uit de tijd van de heksenverbrandingen in Otterndorf (zie sage).
- Het eerste orgel in de kerk werd in 1553 gebouwd, dat later meermalen werd verbouwd. In 1740 bouwde Dietrich Christoph Gloger het orgel opnieuw op. Voor het laatst werd het orgel in 1976 gerestaureerd. Met 46 registers en in totaal 2676 pijpen behoort het orgel tot de belangrijkste protestantse orgels in het land. Het orgel bevindt zich in slechte toestand en behoeft een grondige restauratie.
- De kerkbanken dateren uit de 18e eeuw en moesten door de kerkgangers zelf worden betaald. Wel bepaalden zij naar eigen smaak de beschildering van de banken. Een groot deel van de decoraties zijn verdwenen onder een éénkleurige verflaag, slechts aan de buitenste gang van de zuidzijde zijn nog oude beschilderingen te zien.

## De sage van de degen
Een ridder met de naam Macke was in dienst bij een van de Duitse vorsten. Tot ver buiten de grenzen van Hadelingen genoot deze ridder vanwege zijn roemruchte daden grote naamsbekendheid. Thuis echter werd zijn arme moeder verdacht van hekserij. Zij werd schuldig bevonden en vervolgens veroordeeld tot de brandstapel. Deze brandstapel werd bij de oostelijke poort op de galgenberg opgericht. Door een toeval kreeg de zoon kennis van de gebeurtenissen thuis en spoedde zich daarop naar de hertog van Lauenburg om gratie te vragen. De hertog kende de ridder en zonder dralen liet hij een gratieverlening opmaken. Hiermee maakte de ridder zich uit de voeten om zo snel mogelijk zijn moeder van een gewisse dood te redden. Toen hij echter de kerktoren van Otterndorf in het zicht kreeg ontmoette hij al veel bewoners uit omliggende dorpen op weg naar huis, nadat zij het spektakel van een heksenverbranding in Otterndorf hadden meegemaakt. Uit pijn en vertwijfeling omdat hij te laat kwam, stak de ridder daarop zichzelf met de degen in zijn borst. De burgers van Otterndorf hingen vervolgens de in bloederige degen ter nagedachtenis aan ridder Macke, wiens moeder zij hadden verbrand, in het koor van de kerk op. Het zou de laatste heksenverbranding in de omgeving zijn geweest.

## Klokken
De oudste klok van de kerk is de Mariaklok uit 1450 en werd in Bremen gegoten. Op de klok staan de Moeder Gods met Kind en de heilige Severus afgebeeld. De andere twee klokken werden in 1952 gegoten en ter nagedachtenis aan de slachtoffers van de Tweede Wereldoorlog gewijd. Deze twee klokken vervingen voorgangers uit 1889 en 1927 die ten behoeve van de wapenindustrie in de Tweede Wereldoorlog werden omgesmolten.

## Afbeeldingen

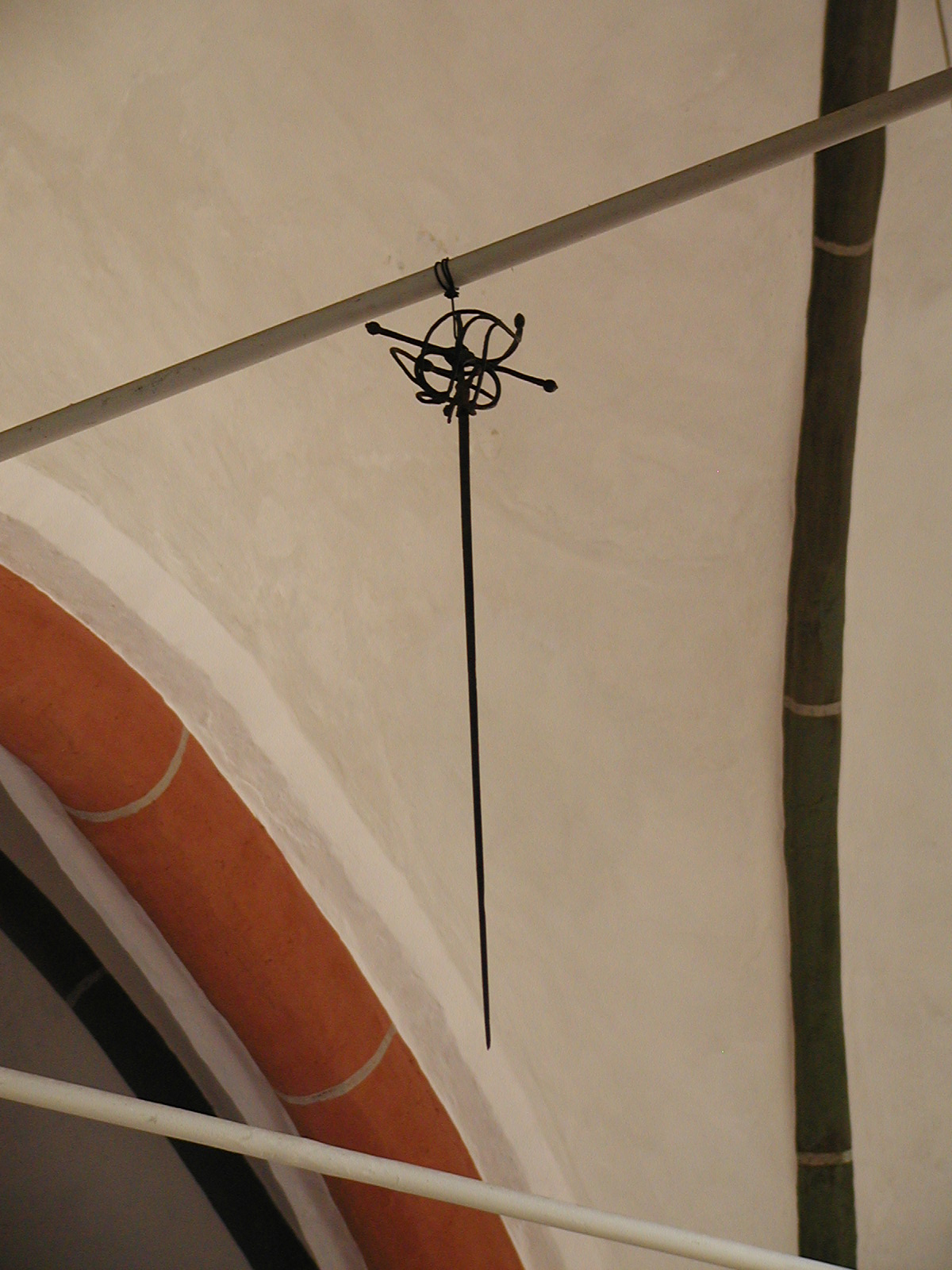
Degen
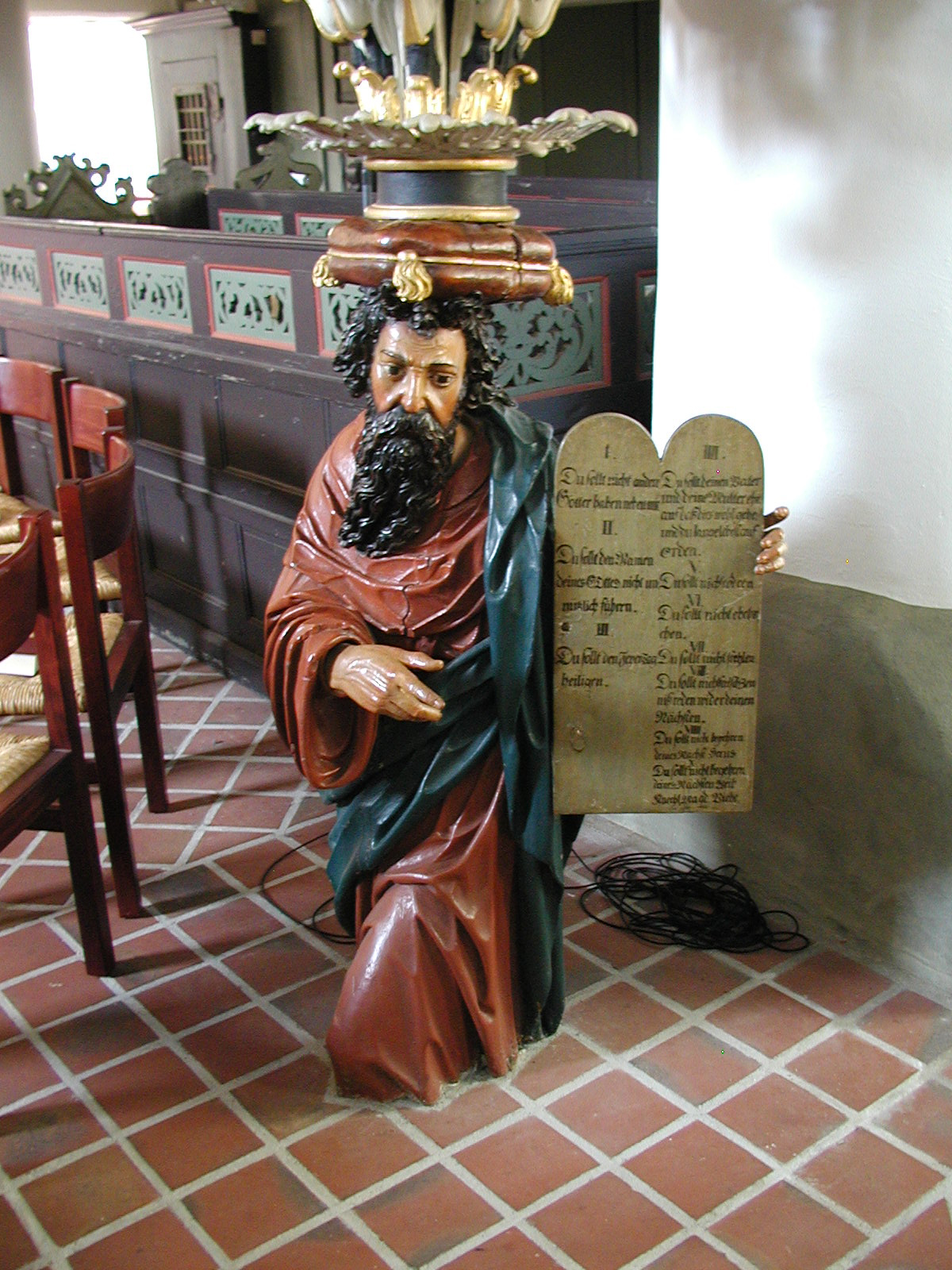
Mozes
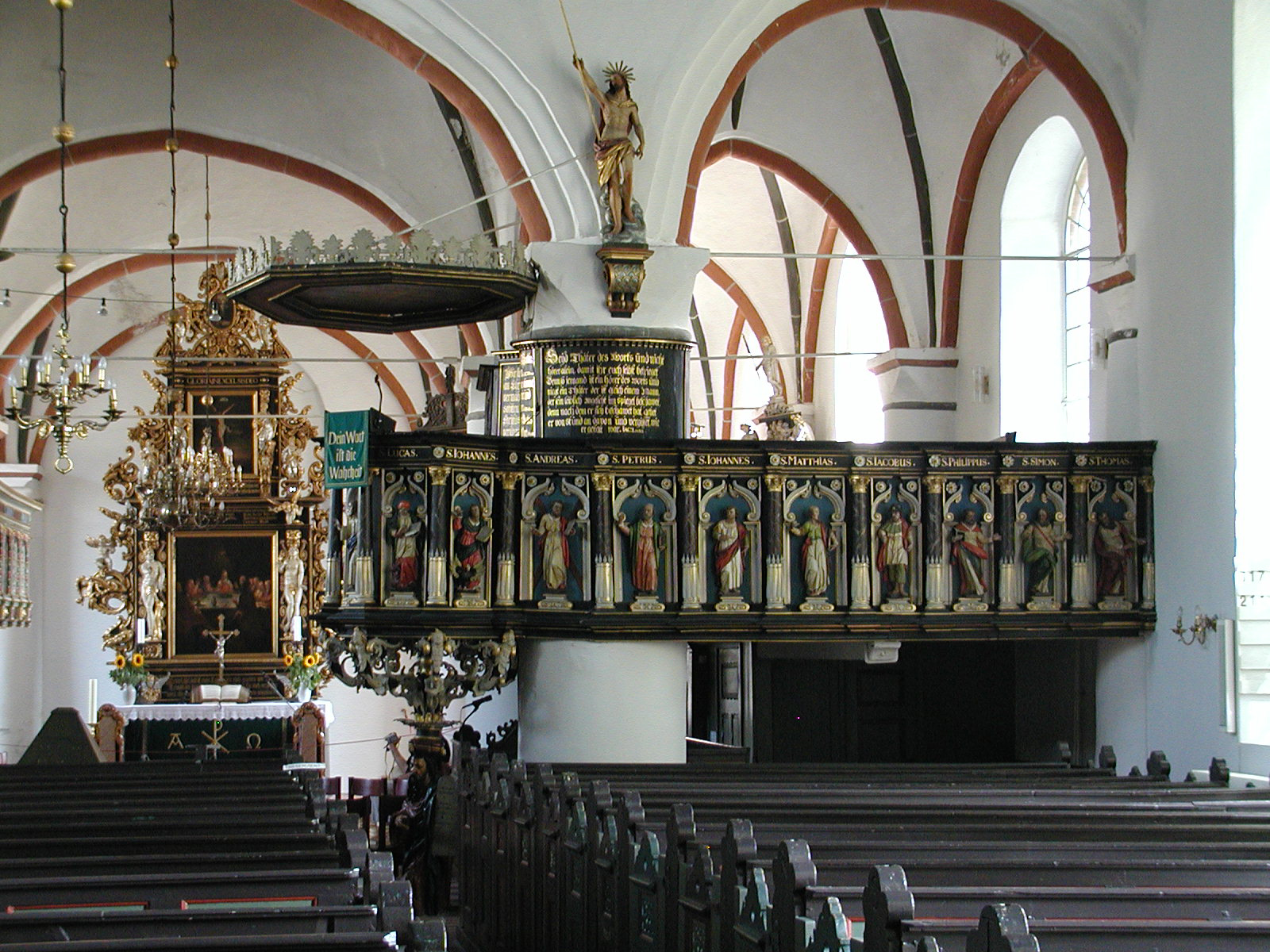
Overzicht richting hallenkoor
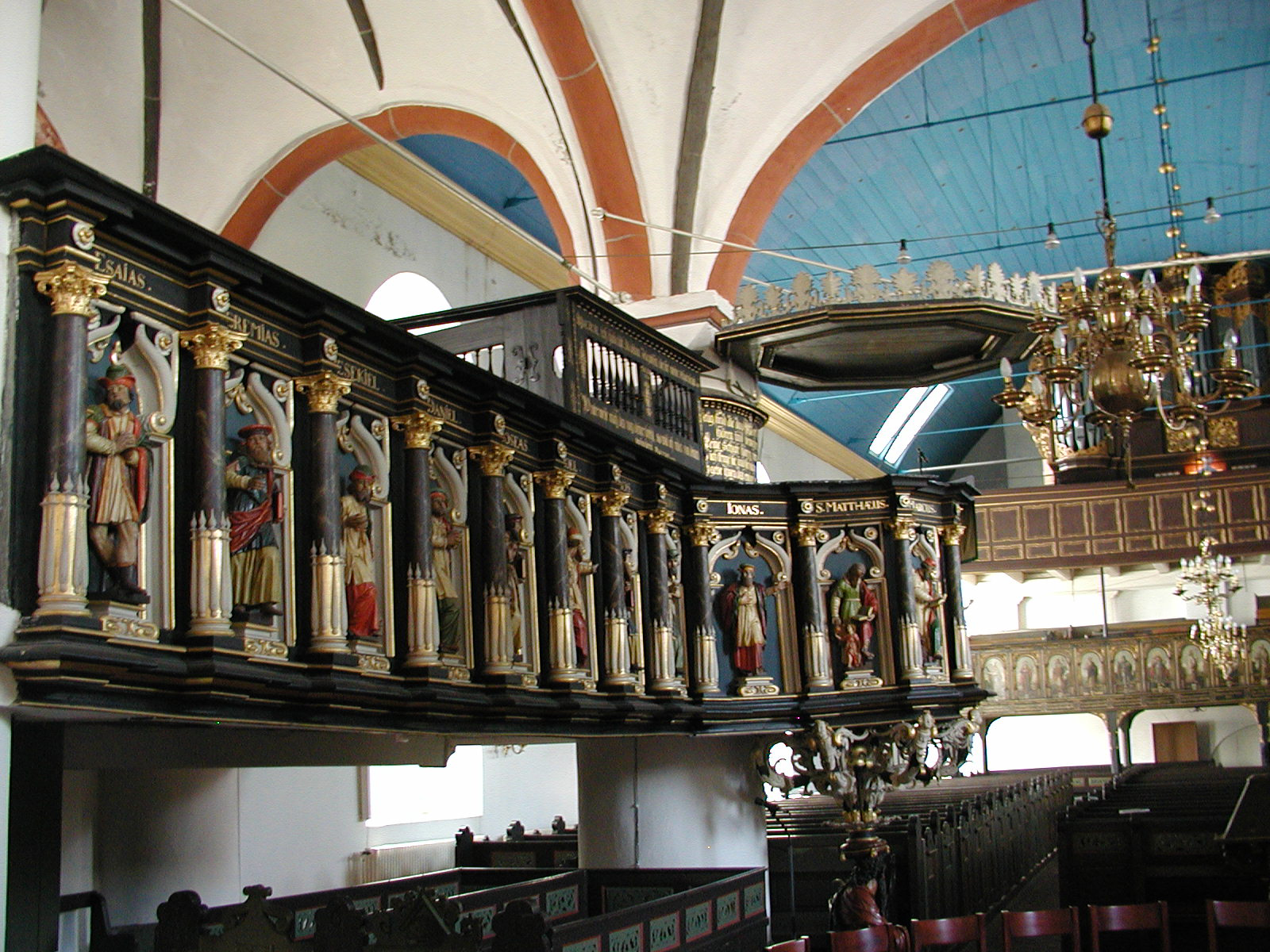
Kansel met zuidelijke galerij
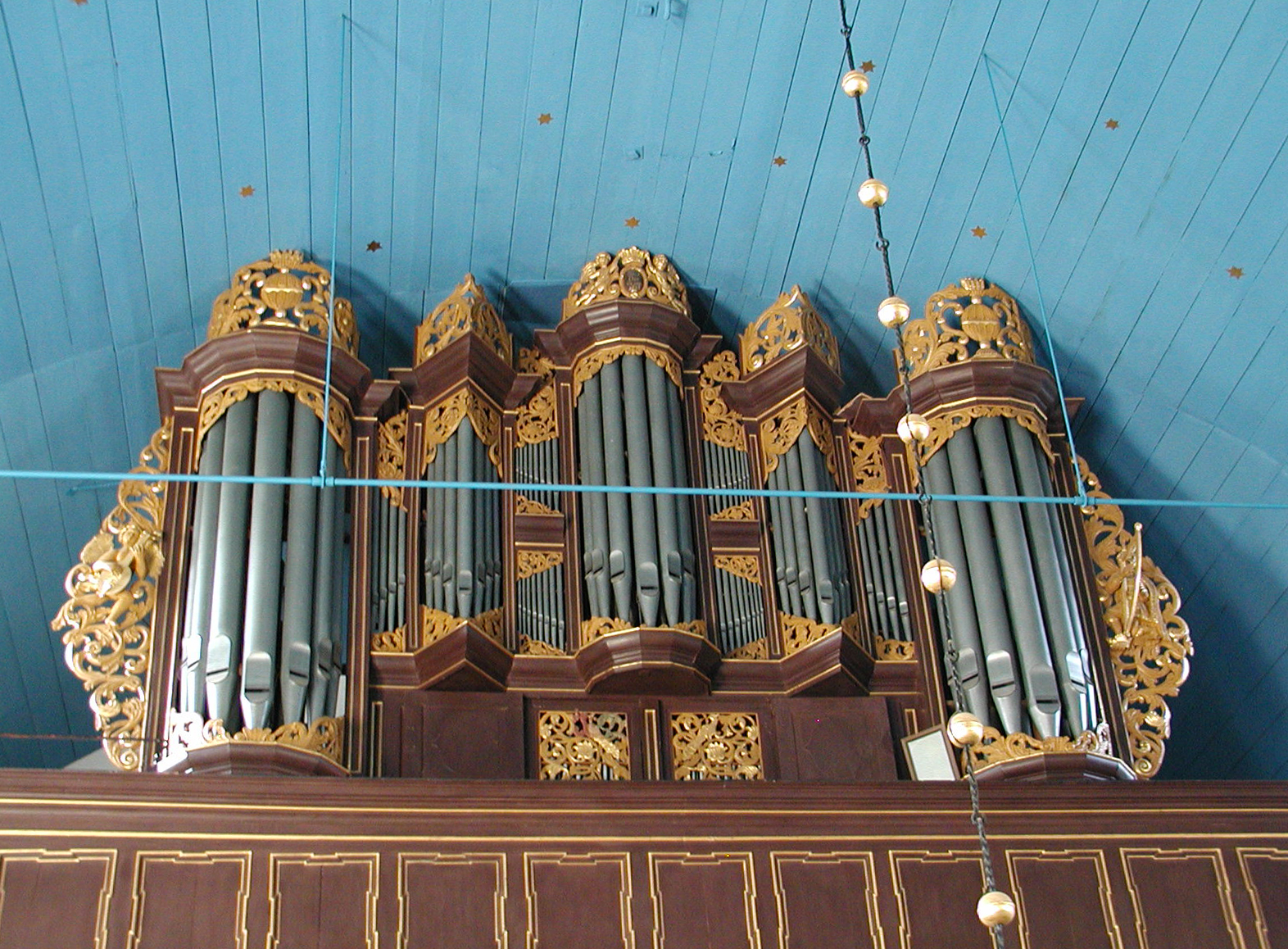
Orgel
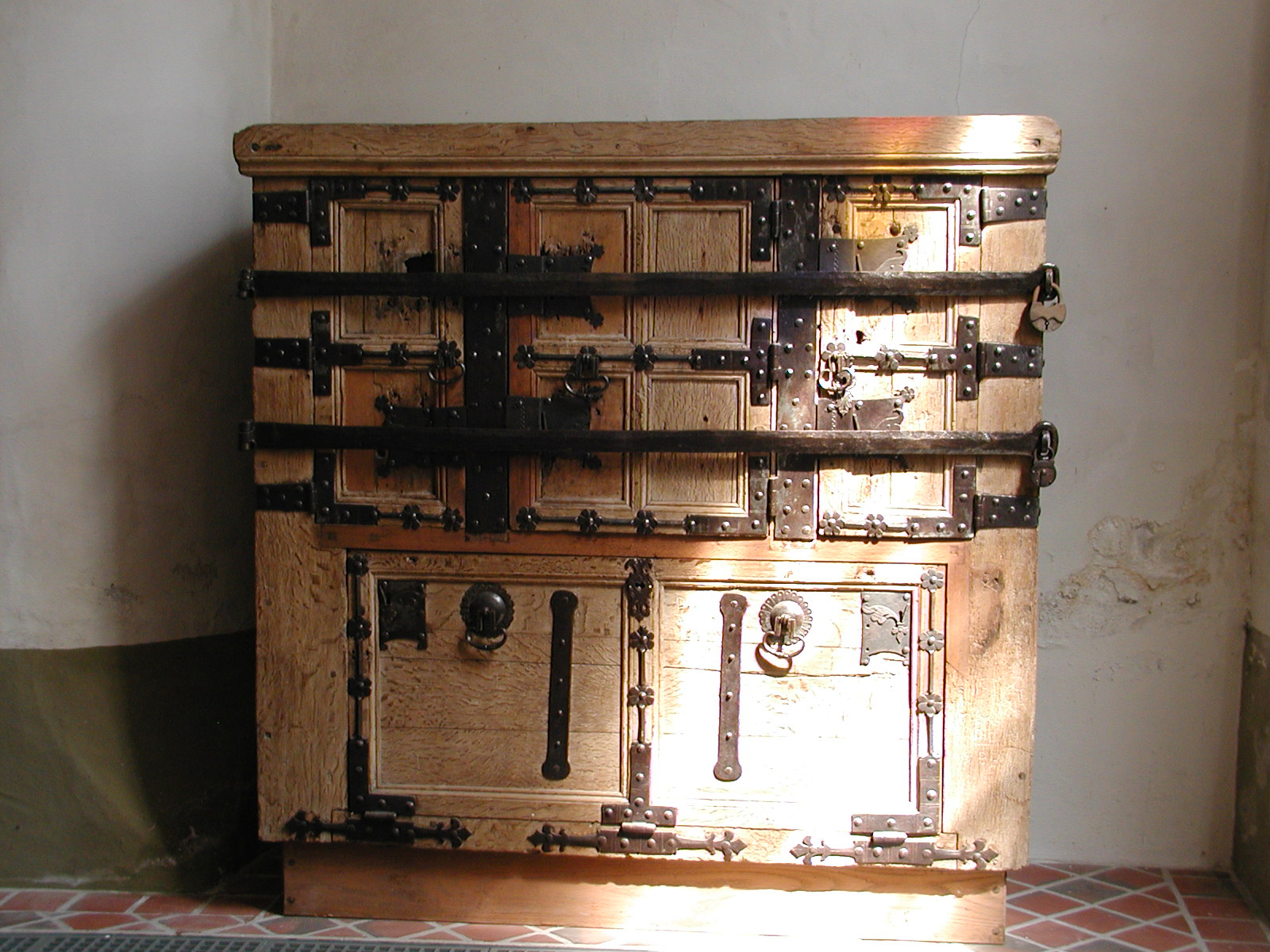
13e-eeuwse kast
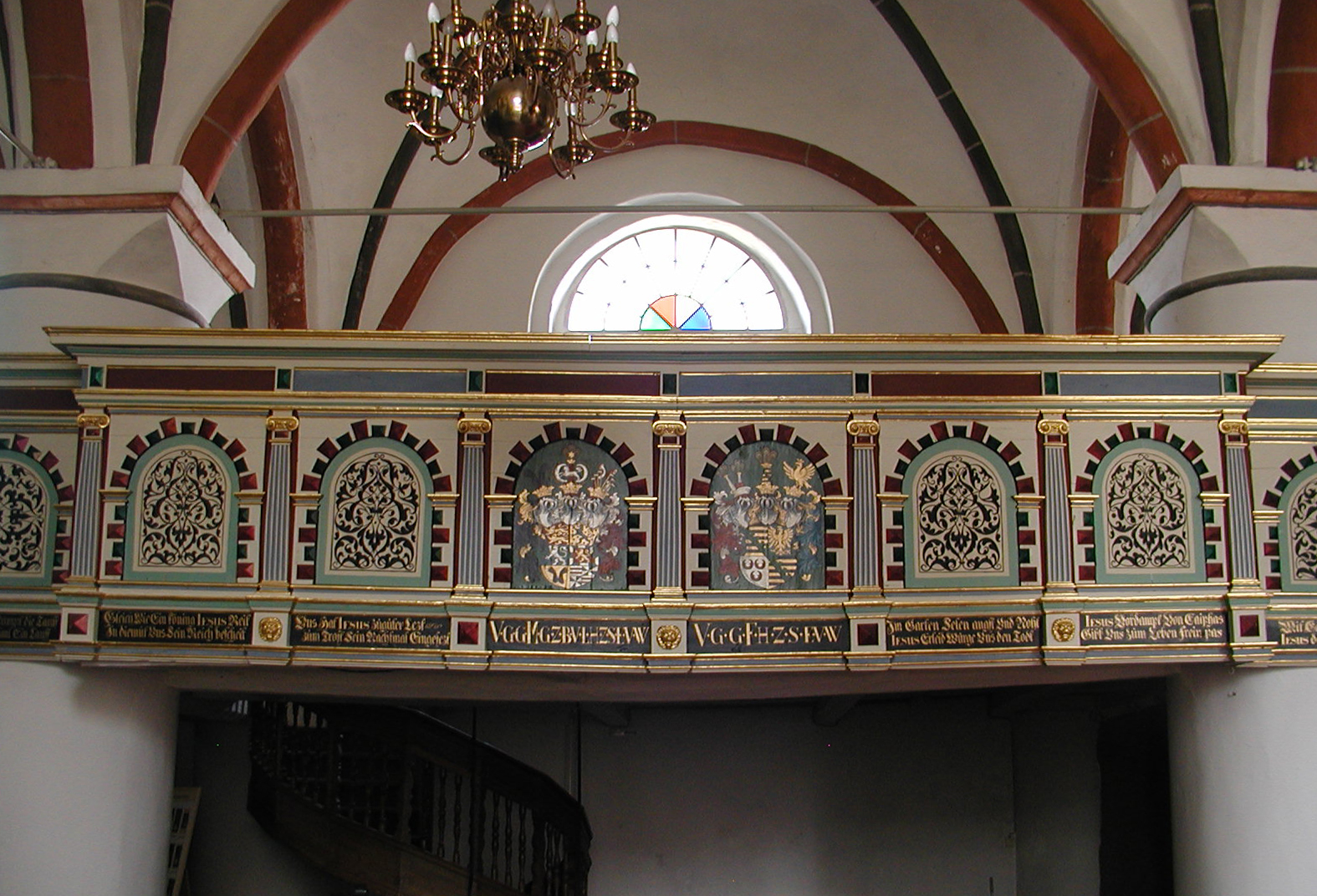
Noordelijke galerij